# Ambasada Rzeczypospolitej Polskiej w Republice Litewskiej z siedzibą w Wilnie

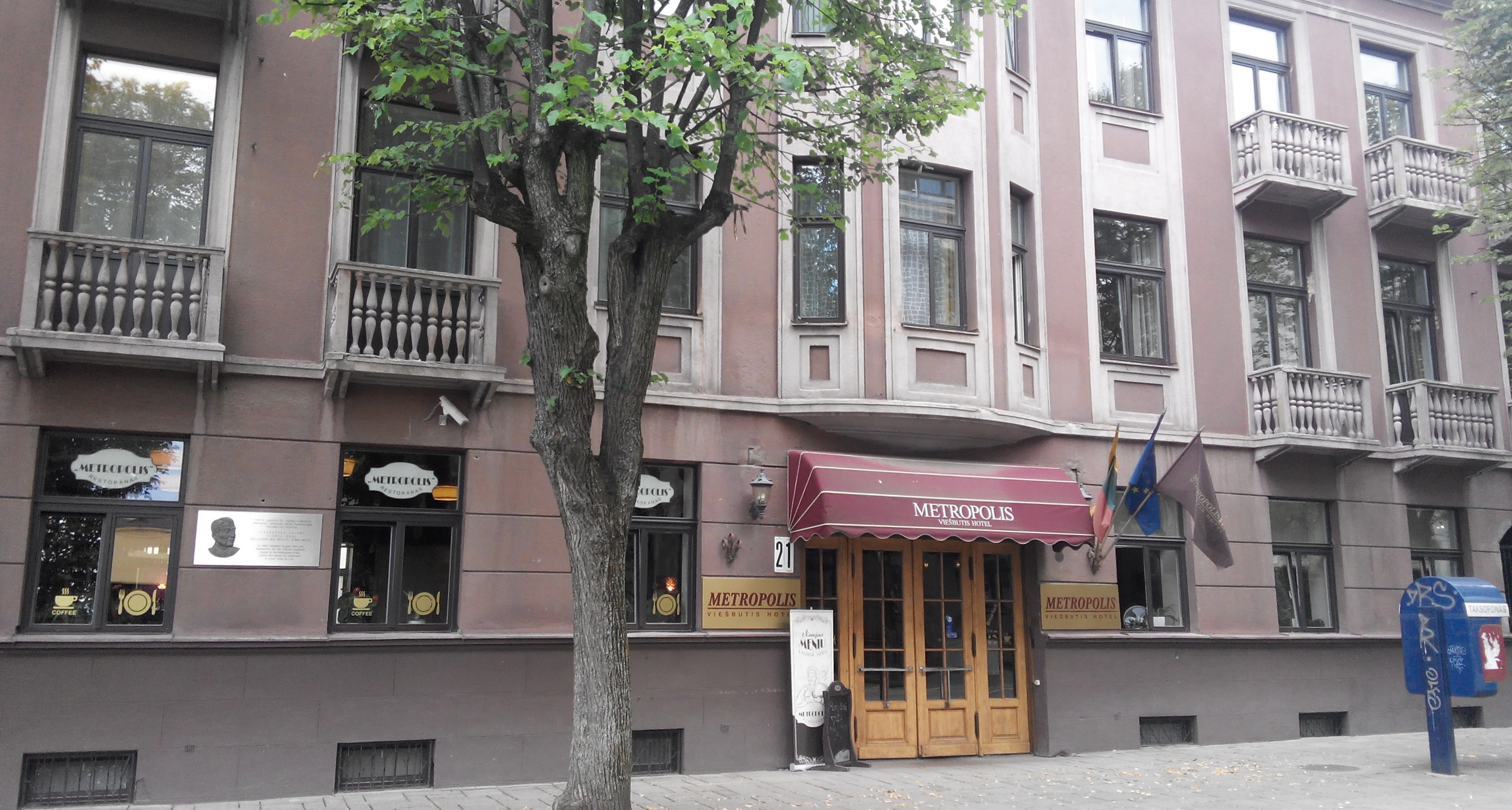
b. siedziba poselstwa RP w ówczesnym hotelu Lietuva (obecnie hotel Metropolis) w Kownie przy ul. S. Daukanto (1938)

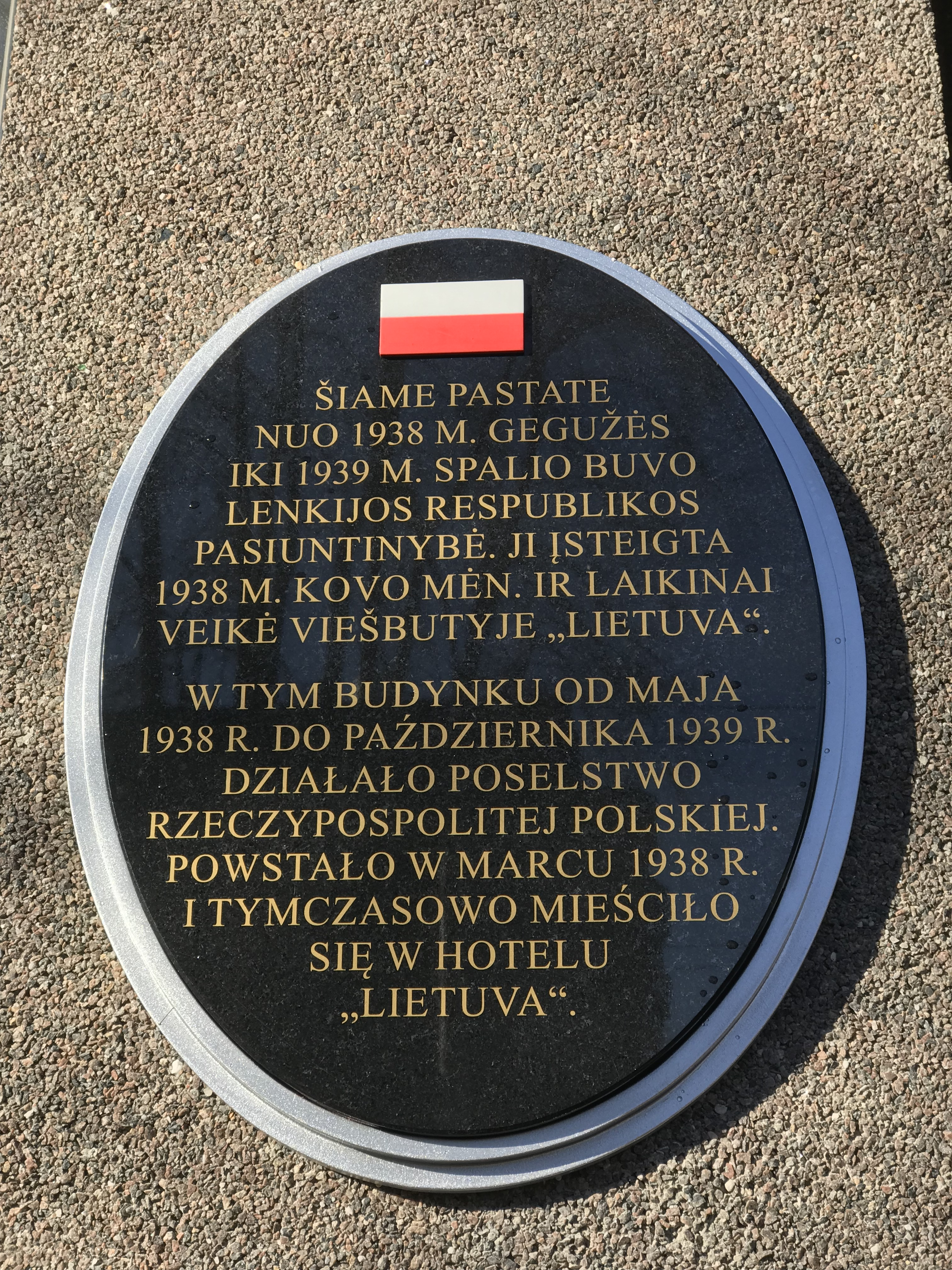
Tablica upamiętniająca działające w latach 1938–1939 Poselstwo RP w Kownie, przy ulicy Kiejstuta 38, odsłonięta 22 marca 2019

Ambasada Rzeczypospolitej Polskiej w Republice Litewskiej z siedzibą w Wilnie (lit. Lenkijos Respublikos ambasada) – polska misja dyplomatyczna w stolicy Litwy.

## Historia

### Do 1939
Pierwsze przedstawicielstwo dyplomatyczne na Litwie pod nazwą Misji RP mieściło się w Kownie (1919).
Funkcję nieoficjalnego reprezentanta rządu polskiego w Kownie pełnił Tadeusz Katelbach, korespondent Gazety Polskiej (1933–1937).
Polska i Litwa nawiązały stosunki dyplomatyczne dopiero przed wybuchem II wojny światowej w wyniku polskiego ultimatum wobec Litwy z 17 marca 1938. Ultimatum Litwa przyjęła 19 marca 1938. Otwarto poselstwo w Kownie w ówczesnym hotelu Lietuva (obecnie hotel Metropolis) pod adresem S. Daukanto g. 21, następnie w modernistycznej kamienicy Jonasa i Gediminasa Lapėnów z 1932 (proj. Feliksas Vizbaras), przy Kęstučio g. 24 (obecnie Kęstučio g. 38) (1938–1939). Pierwszym posłem RP na Litwie został Franciszek Charwat. W październiku 1939, po wybuchu II wojny światowej, placówka została zlikwidowana.
22 marca 2019, z inicjatywy Instytutu Polskiego w Wilnie, na murach kamienicy mieszczącej przed wojną polskie poselstwo w Kownie odsłonięto tablicę pamiątkową.

### Po 1945
Pomimo wieloletnich starań u władz ZSRR, PRL mogła otworzyć konsulat w Wilnie dopiero w 1988 r.

### Po 1992
Stosunki dyplomatyczne pomiędzy Polską i Litwą reaktywowano we wrześniu 1991. Pierwszym polskim powojennym oficjalnym przedstawicielem na Litwie (w randze chargé d’affaires) w latach 1991–1992 był Mariusz Maszkiewicz.
Ambasada mieściła się przy Smėlio 20a (ul. Piaski) (1996–2018). W 2007 na siedzibę zakupiono Pałac Paców w Wilnie przy Šv. Jono g. 3 (ul. Świętojańskiej), do którego przeprowadzono się we wrześniu 2018. Do dnia 31 grudnia 2008 w Wilnie funkcjonował także Konsulat Generalny RP. Jego obowiązki przejął Wydział Konsularny Ambasady RP.

## Podział organizacyjny[10]
- Wydział Polityczno-Ekonomiczny (lit. Politikos ir ekonomikos skyrius)
- Attaché Obrony, Wojskowy, Morski i Lotniczy (lit. Gynybos, karo, jūrų ir aviacijos atašė)
- Referat Finansowy (lit. Finansų skyrius)
- Referat Administracyjny (lit. Administracijos skyrius)
- Wydział Konsularny i Polonii (lit. Konsulinis skyrius)